# Nikólaos Gazís
Nikólaos « Níkos » Gazís (grec moderne : Νικόλαος Γαζής), né le 27 juin 1903 à Trikala et mort le 6 février 1996, est un homme politique. Il est député européen.

## Biographie
Nikólaos Gazís est membre du parti socialiste Panellinio Sosialistiko Kinima (PASOK). Il est membre du Parlement européen du 24 juillet 1984 au 24 juillet 1989. Il est le membre le plus âgé du Parlement européen et vice-président de la commission des questions juridiques et des droits des citoyens pendant plusieurs années. 
Il meurt le 6 février 1996.